# Vale do Itajaí
Vale do Itajaí è una mesoregione dello Stato di Santa Catarina in Brasile.

## Microregioni
È suddivisa in 4 microregioni:
- Blumenau
- Itajaí
- Ituporanga
- Rio do Sul